# Hypena mimicalis
Hypena mimicalis là một loài bướm đêm trong họ Erebidae.